# Wereldkampioenschappen schoonspringen 2015 – driemeterplank synchroon mannen
Het synchroonspringen vanaf de driemeterplank voor mannen tijdens de wereldkampioenschappen schoonspringen 2015 vond plaats op 28 juli 2015 in het Aquatics Palace in Kazan.

## Uitslag
Finalisten zijn de eerste 12 genoemde deelnemers, aangegeven met groen.
| Rang   | Land                | Namen                                | Voorronde | Voorronde | Finale | Finale |
| Rang   | Land                | Namen                                | Punten    | Rang      | Punten | Rang   |
| ------ | ------------------- | ------------------------------------ | --------- | --------- | ------ | ------ |
| Goud   | China               | Cao Yuan Qin Kai                     | 434.43    | 2         | 471.45 | 1      |
| Zilver | Rusland             | Jevgeni Koeznetsov Ilja Zacharov     | 448.68    | 1         | 459.18 | 2      |
| Brons  | Verenigd Koninkrijk | Jack Laugher Chris Mears             | 417.33    | 4         | 445.20 | 3      |
| 4      | Oekraïne            | Oleksandr Horsjkovozov Ilja Kvasja   | 397.98    | 8         | 436.53 | 4      |
| 5      | Canada              | Philippe Gagné François Imbeau-Dulac | 373.59    | 12        | 408.66 | 5      |
| 6      | Duitsland           | Stephan Feck Patrick Hausding        | 410.85    | 6         | 406.80 | 6      |
| 7      | Verenigde Staten    | Sam Dorman Kristian Ipsen            | 404.13    | 7         | 405.99 | 7      |
| 8      | Mexico              | Jahir Ocampo Rommel Pacheco          | 422.25    | 3         | 405.21 | 8      |
| 9      | Italië              | Andrea Chiarabini Giovanni Tocci     | 412.17    | 5         | 402.00 | 9      |
| 10     | Maleisië            | Ahmad Azman Ooi Tze Liang            | 374.97    | 11        | 401.37 | 10     |
| 11     | Japan               | Sho Sakai Ken Terauchi               | 394.50    | 9         | 389.94 | 11     |
| 12     | Australië           | James Connor Grant Nel               | 384.87    | 10        | 387.69 | 12     |
| 13     | Polen               | Kacper Lesiak Andrzej Rzeszutek      | 370.08    | 13        |        |        |
| 13     | Brazilië            | Ian Matos Luiz Outerelo              | 370.08    | 13        |        |        |
| 15     | Zuid-Korea          | Kim Yeong-nam Woo Ha-ram             | 368.88    | 15        |        |        |
| 16     | Colombia            | Sebastián Morales Sebastián Villa    | 362.19    | 16        |        |        |
| 17     | Spanje              | Nicolás García Héctor García         | 360.03    | 17        |        |        |
| 18     | Noorwegen           | Filip Devor Daniel Jensen            | 338.31    | 18        |        |        |
| 19     | Chili               | Diego Carquin Donato Neglia          | 332.94    | 19        |        |        |
| 20     | Egypte              | Emadeldin Abdellatif Youssef Ezzat   | 320.13    | 20        |        |        |